# SM UC-69
SM UC-69 – niemiecki podwodny stawiacz min z okresu I wojny światowej, jedna z 64 zbudowanych jednostek typu UC II. Zwodowany 7 sierpnia 1916 roku w stoczni Blohm & Voss w Hamburgu, został przyjęty do służby w Kaiserliche Marine 23 grudnia 1916 roku. W czasie służby operacyjnej w składzie Flotylli Flandria okręt odbył dziewięć patroli bojowych, w wyniku których zatonęły 54 statki o łącznej pojemności 99 285 BRT, a cztery statki o łącznej pojemności 17 567 BRT i niszczyciel o wyporności 975 ton zostały uszkodzone. SM UC-69 zatonął w kanale La Manche 6 grudnia 1917 roku, po kolizji z niemieckim okrętem podwodnym U-96. Wrak okrętu został zlokalizowany w październiku 2017 roku przez holenderski niszczyciel min.

## Projekt i budowa
Dokonania pierwszych niemieckich podwodnych stawiaczy min typu UC I, a także zauważone niedostatki tej konstrukcji, skłoniły dowództwo Cesarskiej Marynarki Wojennej z admirałem von Tirpitzem na czele do działań mających na celu budowę nowego, znacznie większego i doskonalszego typu okrętu podwodnego. Opracowany latem 1915 roku projekt okrętu, oznaczonego później jako typ UC II, tworzony był równolegle z projektem przybrzeżnego torpedowego okrętu podwodnego typu UB II. Głównymi zmianami w stosunku do poprzedniej serii były: instalacja wyrzutni torpedowych i działa pokładowego, zwiększenie mocy i niezawodności siłowni, oraz wzrost prędkości i zasięgu jednostki, kosztem rezygnacji z możliwości łatwego transportu kolejowego (ze względu na powiększone rozmiary).
SM UC-69 zamówiony został 12 stycznia 1916 roku jako jednostka z III serii okrętów typu UC II (numer projektu 41, nadany przez Inspektorat U-Bootów), w ramach wojennego programu rozbudowy floty . Został zbudowany w stoczni Blohm & Voss w Hamburgu jako jeden z dziewięciu okrętów III serii zamówionych w tej wytwórni. UC-69 otrzymał numer stoczniowy 285 (Werk 285)  . Stępkę okrętu położono w 1916 roku , a zwodowany został 7 sierpnia 1916 roku. Koszt budowy okrętu wyniósł 2 mln 141 tys. marek.

## Dane taktyczno-techniczne
SM UC-69 był średniej wielkości przybrzeżnym okrętem podwodnym o konstrukcji dwukadłubowej. Długość całkowita wynosiła 50,35 metra, szerokość 5,22 metra i zanurzenie 3,64 metra . Wykonany ze stali kadłub sztywny miał 39,3 metra długości i 3,61 metra szerokości, a wysokość (od stępki do szczytu kiosku) wynosiła 7,46 metra . Wyporność w położeniu nawodnym wynosiła 427 ton, a w zanurzeniu 508 ton. Jednostka miała wysoki, ostry dziób przystosowany do przecinania sieci przeciwpodwodnych; do jej wnętrza prowadziły trzy luki: pierwszy przed kioskiem, drugi w kiosku, a ostatni w części rufowej, prowadzący do maszynowni . Cylindryczny kiosk miał średnicę 1,4 metra i wysokość 1,8 metra, obudowany był opływową osłoną . Okręt napędzany był na powierzchni przez dwa 6-cylindrowe, czterosuwowe silniki wysokoprężne MAN S6V26/36 o łącznej mocy 440 kW (600 KM), a pod wodą poruszał się dzięki dwóm silnikom elektrycznym SSW o łącznej mocy 460 kW (620 KM) . Dwa wały napędowe obracały dwie śruby wykonane z brązu manganowego (o średnicy 1,9 metra i skoku 0,9 metra) . Okręt osiągał prędkość 12 węzłów na powierzchni i 7,4 węzła w zanurzeniu . Zasięg wynosił 10 420 Mm przy prędkości 7 węzłów w położeniu nawodnym oraz 52 Mm przy prędkości 4 węzłów pod wodą . Zbiorniki mieściły 56 ton paliwa , a energia elektryczna magazynowana była w dwóch bateriach akumulatorów 26 MAS po 62 ogniwa, zlokalizowanych pod przednim i tylnym pomieszczeniem mieszkalnym załogi. Okręt miał siedem zewnętrznych zbiorników balastowych . Dopuszczalna głębokość zanurzenia wynosiła 50 metrów , a czas wykonania manewru zanurzenia 40 sekund.
Głównym uzbrojeniem okrętu było 18 min kotwicznych typu UC/200 w sześciu skośnych szybach minowych o średnicy 100 cm, usytuowanych w podwyższonej części dziobowej jeden za drugim w osi symetrii okrętu, pod kątem do tyłu (sposób stawiania – „pod siebie”). Układ ten powodował, że miny trzeba było stawiać na zaplanowanej przed rejsem głębokości, gdyż na morzu nie było do nich dostępu, co znacznie zmniejszało skuteczność okrętów. Uzbrojenie uzupełniały dwie zewnętrzne wyrzutnie torped kalibru 500 mm (umiejscowione powyżej linii wodnej na dziobie, po obu stronach szybów minowych), jedna wewnętrzna wyrzutnia torped kal. 500 mm na rufie (z łącznym zapasem 7 torped), oraz umieszczone przed kioskiem działo pokładowe kal. 88 mm L/30, z zapasem amunicji wynoszącym 130 naboi . Okręt wyposażony był w dwa peryskopy Zeissa: wachtowy i bojowy oraz radiostację z podnoszonym masztem o wysokości 10 metrów. Wyposażenie uzupełniała kotwica grzybkowa o masie 272 kg .
Załoga okrętu składała się z 3 oficerów oraz 23 podoficerów i marynarzy.

## Służba

### 1916 rok
23 grudnia 1916 roku SM UC-69 został przyjęty do służby w Cesarskiej Marynarce Wojennej. Dowództwo jednostki objął kpt. mar. (niem. Kapitänleutnant) Erwin Waßner, dowodzący wcześniej UC-3 i UB-38 .

### 1917 rok
Z dniem 1 lutego 1917 roku, rozkazem szefa sztabu admiralicji niemieckiej z 12 stycznia tego roku, U-Booty należące do czterech flotylli Hochseeflotte, Flotylli Flandria i Flotylli Pola rozpoczęły nieograniczoną wojnę podwodną. Po okresie szkolenia okręt został 6 marca przydzielony do Flotylli Flandria . 12 marca U-Boot u wybrzeży Holandii storpedował nowy brytyjski niszczyciel HMS „Skate” (975 ton), który doznał uszkodzeń tracąc jednego członka załogi . 25 marca w odległości 28 Mm na południowy zachód od latarni morskiej Beachy Head UC-69 zatrzymał i po ewakuacji załóg zatopił za pomocą ładunków wybuchowych dwa brytyjskie żaglowce: zbudowany w 1865 roku „Huntleys” o pojemności 186 BRT, przewożący ładunek smoły z Bristolu do Dieppe   oraz pochodzący z 1893 roku trzymasztowy drewniany szkuner „Mary Annie” (154 BRT), transportujący węgiel z Glasgow do Le Tréport  . Nazajutrz u wybrzeży Bretanii okręt zatopił zbudowany w 1885 roku szwedzki parowiec „Norma” o pojemności 1443 BRT, przewożący orzeszki ziemne z Dakaru do Dunkierki (nikt nie zginął) . 27 marca na wodach okalających Finistère ofiarą działalności bojowej U-Boota padły dwa norweskie parowce: zbudowany w 1902 roku „Aasta” (1146 BRT), przewożący ładunek miedzi z Pomarão (Mértola) do Swansea (bez strat w ludziach)  oraz pochodzący z 1905 roku „Grib” o pojemności 1474 BRT, transportujący korek z Lizbony do Kingston upon Hull . Tego samego dnia w odległości 12 Mm na północ od Belle-Île okręt storpedował bez ostrzeżenia zbudowany w 1898 roku uzbrojony brytyjski parowiec „Thracia” o pojemności 2891 BRT, przewożący transport rudy żelaza na trasie Bilbao – Ardrossan. Statek zatonął na pozycji 47°31′N 3°17′W/47,516667 -3,283333, a na jego pokładzie zginęło 36 osób wraz z kapitanem  . Następnego dnia w odległości 10 Mm na północny zachód od Île d’Yeu UC-69 zatopił w ataku torpedowym zbudowany w 1891 roku grecki parowiec „Katina” (2464 BRT), transportujący fosforany z Safakis do Nantes (na pozycji 46°47′N 2°28′W/46,783333 -2,466667, bez strat w załodze) . 29 marca w odległości 3 Mm od Hourtin okręt podwodny zatrzymał i po zejściu załogi zatopił zbudowany w 1883 roku norweski parowiec „Morild I” o pojemności 1354 BRT, przewożący stemple na trasie Porto – Cardiff . Nazajutrz lista wojennych dokonań U-Boota powiększyła się o kolejne dwa parowce: zbudowany w 1889 roku włoski „Avanguardia” (2703 BRT), przewożący rudę żelaza z Bougie do Cardiff, który został zatrzymany i zatopiony u wybrzeży Pirenei Atlantyckich (w wyniku ataku śmierć poniosło 26 osób)  oraz pochodzący z 1889 roku norweski „Britta” o pojemności 2061 BRT, przewożący węgiel z Bilbao do Middlesbrough, zatopiony w ataku torpedowym na tych samych wodach (obyło się bez strat w ludziach) . 31 marca u wybrzeży Kraju Basków załoga UC-69 zatopiła zbudowany w 1900 roku norweski parowiec „Farmand” o pojemności 1387 BRT, transportujący węgiel z Cardiff do Lizbony (nikt nie zginął) .
6 kwietnia nieopodal Zeebrugge okręt został zaatakowany bombami przez trzy brytyjskie samoloty, nie odnosząc żadnych uszkodzeń. 29 kwietnia UC-69 postawił nieopodal Saint-Nazaire trzy zagrody minowe.
1 maja około 4 Mm od Suances okręt zatopił zbudowany w 1911 roku portugalski parowiec „Barreiro” (1738 BRT), transportujący ładunek wina i kakao z Lizbony do Rouen . 3 maja ofiarą działalności bojowej U-Boota padły dwa parowce: zbudowany w 1898 roku grecki „Maria” (2754 BRT), przewożący ładunek pszenicy z Manchesteru do Gibraltaru, zatopiony w odległości 15 Mm na północ od Ribadeo (bez strat w ludziach)  oraz pochodzący z 1907 roku norweski „Polstad” o pojemności 2692 BRT, transportujący węgiel z Cardiff do Gibraltaru (na pozycji 43°43′N 7°06′W/43,716667 -7,100000, także bez strat w załodze) . Następnego dnia lista wojennych dokonań załogi UC-69 powiększyła się o kolejne trzy parowce: zbudowany w 1893 roku włoski „Ilva” (2140 BRT), płynący z Genui do Barry, który został zatopiony u północnych wybrzeży Galicji (bez strat w ludziach) ; pochodzący z 1897 roku grecki „Ioannis P. Goulandris” o pojemności 3153 BRT, przewożący rudę z Bougie do Barrow-in-Furness, zatopiony na tych samych wodach (nikt nie zginął)  oraz zbudowany w 1898 roku norweski „Tromp” o pojemności 2751 BRT, transportujący ładunek rudy żelaza z Águilas do Glasgow (na pozycji 43°46′N 7°34′W/43,766667 -7,566667, także bez strat w załodze) . 6 maja na północ od Luanco (Gozón) okręt zatrzymał i po ewakuacji załóg zatopił dwa norweskie parowce: zbudowany w 1910 roku „Gurth” (1340 BRT), przewożący ładunek węgla z Liverpoolu do Gibraltaru (na pozycji 43°39′N 5°48′W/43,650000 -5,800000)  oraz pochodzący z 1895 roku „Voss” o pojemności 2390 BRT, transportujący węgiel z Penarth do Mesyny (na pozycji 43°39′N 5°47′W/43,650000 -5,783333) . Nazajutrz nieopodal Bakio ten sam los spotkał dwa kolejne norweskie parowce: zbudowany w 1916 roku „Leikanger” (3544 BRT), przewożący pszenicę z Baltimore do Nantes (nikt nie zginął)  oraz pochodzący z 1895 roku „Tiger” o pojemności 3273 BRT, transportujący rudę żelaza z Agua Amarga (Almería) do Cardiff (na pozycji 43°27′N 2°50′W/43,450000 -2,833333) . 22 maja na postawionej przez U-Boota na wodach między Belle-Île a Groix minie zatonął pochodzący z 1907 roku norweski parowiec „Nann Smith” o pojemności 2093 BRT, transportujący rudę żelaza z Bilbao do Newport (na pozycji 47°13′N 3°14′W/47,216667 -3,233333, bez strat w załodze) .
12 czerwca nieopodal Fécamp UC-69 zatrzymał i zatopił ogniem artyleryjskim zbudowany w 1879 roku francuski drewniany bark „Alexandre” (697 BRT), płynący z Beaumont do Fécamp . Dwa dni później na północ od Ouessant okręt zatopił zbudowany w 1909 roku szwedzki parowiec „Hasting” o pojemności 983 BRT, przewożący ładunek orzeszków ziemnych z Kaolack do Bristolu (na pozycji 48°18′N 5°37′W/48,300000 -5,616667) . 15 czerwca w odległości 35 Mm na południowy zachód od Penmarch U-Boot storpedował bez ostrzeżenia zbudowany w 1905 roku uzbrojony brytyjski parowiec „Addah” o pojemności 4397 BRT, przewożący ładunek drobnicy na trasie Montreal – Cherbourg. Statek zatonął na pozycji 47°24′N 5°00′W/47,400000 -5,000000, a na jego pokładzie zginęło dziewięć osób  . Następnego dnia w odległości 35 Mm od La Tremblade UC-69 zatrzymał i zatopił po ewakuacji załogi zbudowany w 1896 roku francuski drewniany szkuner „La Tour D’agon” (125 BRT), płynący z Saint-Pierre do La Rochelle z ładunkiem ryb . 17 czerwca nieopodal San Sebastián okręt stoczył pojedynek artyleryjski ze zbudowanym w 1908 roku francuskim statkiem-pułapką „Marguerite VI” (852 BRT), uszkadzając przeciwnika . Dwa dni później ofiarą działalności bojowej U-Boota padły dwa parowce: zbudowany w 1894 roku francuski „Bearn” (1288 BRT), przewożący ładunek orzeszków ziemnych z Senegalu do Fécamp, storpedowany w odległości 8 Mm na północ od Tapia de Casariego  oraz pochodzący z 1877 roku norweski „Spind” o pojemności 1174 BRT, transportujący węgiel z Newcastle upon Tyne do Livorno (obyło się bez strat w załodze) . 20 czerwca na pozycji 43°48′N 7°43′W/43,800000 -7,716667 okręt zatopił pochodzący z 1898 roku grecki parowiec „Katerina” o pojemności 3092 BRT, transportujący rudę żelaza z Port Kelah (Algieria) do Middlesbrough . Nazajutrz nieopodal Ortegal (A Coruña) UC-69 zatrzymał i po zdjęciu załogi zatopił zbudowany w 1916 roku duński parowiec „E.T. Nygaard” (1923 BRT), przewożący węgiel z Barry do Dakaru (na pozycji 43°44′N 8°02′W/43,733333 -8,033333, bez strat w załodze) . 24 czerwca lista wojennych dokonań załogi U-Boota powiększyła się o kolejne dwa parowce: zbudowany w 1883 roku portugalski „Cabo Verde” (2220 BRT), płynący z Lizbony do Bordeaux z ładunkiem wina i sardynek, który został zatopiony u wybrzeży Costa da Morte (bez strat w ludziach)  oraz pochodzący z 1911 roku norweski „Helma” o pojemności 1131 BRT, transportujący orzeszki ziemne z Senegalu do Liverpoolu (na pozycji 45°44′N 10°06′W/45,733333 -10,100000, także bez strat w załodze) .
10 lipca w odległości 2 Mm na wschód od wybrzeża Belle-Île na postawioną przez okręt podwodny minę wszedł zbudowany w 1903 roku amerykański parowiec „Kansan” o pojemności 7913 BRT, przewożący ładunek drobnicy z Nowego Jorku do Saint-Nazaire. Statek zatonął na pozycji 47°20′N 3°03′W/47,333333 -3,050000, a na jego pokładzie zginęło czterech załogantów . 20 lipca w odległości 90 Mm na południowy zachód od Ouessant UC-69 zatopił zbudowany w 1898 roku japoński parowiec „Kageshima Maru” o pojemności 4697 BRT, płynący Nowego Jorku do Europy (na pozycji 47°29′N 6°20′W/47,483333 -6,333333) . 23 lipca w Zatoce Biskajskiej U-Boot zatopił zbudowany w 1902 roku norweski parowiec „Frithjof” o pojemności 1389 BRT, transportujący rudę żelaza z La Goulette do Maryport (na pozycji 43°39′N 2°10′W/43,650000 -2,166667, nikt nie zginął) . Nazajutrz na północ od Ortegal okręt zatrzymał i po ewakuacji załogi zatopił za pomocą ładunków wybuchowych zbudowany w 1878 roku brytyjski parowiec „Sir Walter” (492 BRT), przewożący pasażerów i węgiel z Bristolu do Porto (na pozycji 43°46′N 7°50′W/43,766667 -7,833333)  . 25 lipca na pozycji 43°05′N 9°19′W/43,083333 -9,316667 U-Boot zatopił zbudowany w 1903 roku norweski parowiec „Baldwin” o pojemności 1130 BRT, transportujący orzeszki ziemne z Bathurst do Liverpoolu (nikt nie zginął) . Następnego dnia w pobliżu Vila do Conde okręt zatrzymał i zatopił dwa portugalskie żaglowce: płynący pod balastem zbudowany w 1904 roku drewniany szkuner „Bertha” o pojemności 107 BRT (na pozycji 41°20′N 8°58′W/41,333333 -8,966667)  oraz pochodzącą z 1871 roku drewnianą barkentynę „Venturoso” (290 BRT), przewożący wino i przetwory z Lizbony do Rouen (na pozycji 41°21′N 8°58′W/41,350000 -8,966667) . Tego samego dnia na zachód od Vila do Conde UC-69 zatopił zbudowany w 1903 roku norweski parowiec „Locksley” (2487 BRT), przewożący węgiel z Liverpoolu do Gibraltaru (na pozycji 41°23′N 8°51′W/41,383333 -8,850000, nikt nie zginął) . 28 lipca u północno-zachodniego wybrzeża Hiszpanii ten sam los spotkał kolejny norweski parowiec – pochodzący z 1897 roku „Hildur” o pojemności 961 BRT, przewożący trawę esparto z Águilas do Glasgow (bez strat w załodze) . Nazajutrz u wybrzeży A Coruña UC-69 zatopił zbudowany w 1906 roku norweski parowiec „Gyldenpris” o pojemności 2667 BRT, transportujący rudę żelaza z Águilas do Cardiff .
9 sierpnia komendę nad SM UC-69 objął por. mar. (niem. Oberleutnant zur See) Hugo Thielmann, dowodzący wcześniej UC-1, UB-16 i UC-71 . 10 sierpnia na postawioną przez U-Boota nieopodal Penmarch minę wszedł zbudowany w 1917 roku uzbrojony brytyjski parowiec „War Patrol” o pojemności 2045 BRT, który wypłynął z Barry z ładunkiem węgla. Statek zatonął na pozycji 47°48′N 4°25′W/47,800000 -4,416667, a na jego pokładzie zginęło 14 osób wraz z kapitanem (12 rozbitków zostało uratowanych przez francuski uzbrojony trawler „Taureau”)  .
1 września o godzinie 14:40 w odległości 4 Mm na południowy wschód od latarni morskiej Lizard na postawionej przez okręt minie w ciągu 5 minut bez strat w załodze zatonął zbudowany w 1907 roku uzbrojony brytyjski parowiec „Erato” o pojemności 2041 BRT, który wypłynął z Cardiff  . Nazajutrz w odległości 105 Mm na południowy zachód od Ouessant UC-69 zatrzymał i po ewakuacji załogi zatopił za pomocą torpedy zbudowany w 1905 roku uzbrojony brytyjski parowiec „Rytonhall” (4203 BRT), przewożący ładunek pszenicy i mąki pszennej z Montrealu do Falmouth (na pozycji 47°45′N 7°28′W/47,750000 -7,466667)  . Tego samego dnia u wybrzeży Finistère załoga okrętu zatrzymała i po ewakuacji załogi zatopiła zbudowaną w 1914 roku francuską łódź rybacką „Ker Durand” o pojemności 56 BRT (z ładunkiem tuńczyka) . 4 września w odległości 42 Mm od Scilly U-Boot zatrzymał i po zejściu załogi zatopił zbudowany w 1895 roku francuski drewniany trzymasztowy szkuner „Sadi Carnot” (354 BRT), przewożący ładunek solonego dorsza z Nowej Fundlandii do Saint-Malo (załoga została uratowana przez marynarzy z brytyjskiego niszczyciela HMS „Landrail” i amerykańskiego parowca „Montana”) . Następnego dnia w odległości 40 Mm na północny zachód od Ouessant okręt storpedował zbudowany w 1902 roku francuski parowiec pasażerski „Alesia” o pojemności 6006 BRT, przewożący węgiel i drobnicę z Cardiff do Bordeaux. Statek doznał uszkodzeń, a następnego dnia został zatopiony przez SM UC-50 na pozycji 48°49′N 5°00′W/48,816667 -5,000000 . 15 września na postawioną przez U-Boota u wybrzeży Lizard minę wszedł zbudowany w 1899 roku uzbrojony brytyjski parowiec „Sommeina” (3317 BRT), przewożący towary Admiralicji z North Shields do Livorno. Statek zatonął bez strat w załodze na pozycji 50°01′N 4°57′W/50,016667 -4,950000  . 26 września w odległości 20 Mm na południowy wschód od latarni morskiej Start Point okręt zatrzymał i po ewakuacji załogi zatopił z działa pokładowego zbudowany w 1864 roku brytyjski drewniany szkuner „Acorn” (112 BRT), płynący pod balastem z Granville do Cardiff  . Tego dnia UC-69 uszkodził w ataku torpedowym zbudowany w 1910 roku brytyjski parowiec „Port Victor” (7280 BRT), płynący z Bahía Blanca do Hawru z ładunkiem mięsa (na pozycji 50°19′N 0°30′W/50,316667 -0,500000, bez strat w ludziach) .
6 października w odległości 35 Mm na południe od Bishop Rock okręt zatopił ogniem artyleryjskim zbudowaną w 1898 roku francuską drewnianą barkentynę „Lamartine” o pojemności 424 BRT, przewożącą dorsze z Nowej Fundlandii do Fécamp . Tego dnia na postawionej przez U-Boota w odległości 14 Mm na północny zachód od La Tremblade minie doznał uszkodzeń zbudowany w 1895 roku brytyjski zbiornikowiec „Le Coq” (3419 BRT), płynący pod balastem z Bordeaux do Nowego Jorku (nikt nie zginął) . 2 listopada w odległości 15 Mm na północny wschód od Ouessant okręt storpedował bez ostrzeżenia zbudowany w 1903 roku uzbrojony brytyjski parowiec „Farraline” o pojemności 1226 BRT, przewożący stemple z Bordeaux do Cardiff. Statek zatonął na pozycji 48°40′N 4°55′W/48,666667 -4,916667, a na jego pokładzie zginął jeden członek załogi  . 27 listopada na postawionej przez UC-69 w odległości 3 Mm na południowy zachód od Cap Gris-Nez minie zatonął zbudowany w 1900 roku brytyjski parowiec „Gladys” o pojemności 179 BRT, przewożący płyty stalowe na trasie Middlesborough – Dieppe (na pokładzie śmierć poniosło sześć osób)  .
6 grudnia w odległości 8,5 Mm od Barfleur w ciemnościach SM UC-69 zderzył się z innym niemieckim okrętem podwodnym SM U-96. W wyniku kolizji UC-69 zatonął na pozycji 49°49′N 1°16′W/49,816667 -1,266667, a na jego pokładzie zginęło 11 członków załogi (uratowanych zostało 18 rozbitków) . Wrak U-Boota został odnaleziony i zidentyfikowany w końcu października 2017 roku przez holenderski niszczyciel min .
9 lutego 1918 roku na postawioną przez U-Boota 27 marca 1917 roku nieopodal Belle-Île minę wszedł zbudowany w 1898 roku norweski parowiec „Fantoft” o pojemności 1034 BRT, przewożący węgiel z Cardiff do Bordeaux. Statek zatonął na pozycji 47°31′N 3°13′W/47,516667 -3,216667, a na jego pokładzie zginęło sześć osób . 19 września 1918 roku nieopodal Île de Sein (Finistère) na postawionej przez UC-69 prawdopodobnie 20 lipca 1917 roku minie zatonęła francuska jednostka „Belliqueux” .

### Podsumowanie działalności bojowej
SM UC-69 odbył dziewięć rejsów operacyjnych, w wyniku których zatonęły 54 statki o łącznej pojemności 99 285 BRT, a cztery statki o łącznej pojemności 17 567 BRT i niszczyciel o wyporności 975 ton zostały uszkodzone . Na pokładach zatopionych i uszkodzonych jednostek zginęło co najmniej 99 osób, w tym 36 na brytyjskim parowcu „Thracia”  . Pełne zestawienie zadanych przez niego strat przedstawia poniższa tabela :
| Data                | Nazwa                   | Państwo           | Tonaż       | Los jednostki |
| ------------------- | ----------------------- | ----------------- | ----------- | ------------- |
| 12 marca 1917       | HMS „Skate”             | Royal Navy        | 975         | uszkodzony    |
| 25 marca 1917       | „Huntleys”              | Wielka Brytania   | 186         | zatopiony     |
| 25 marca 1917       | „Mary Annie”            | Wielka Brytania   | 154         | zatopiony     |
| 26 marca 1917       | „Norma”                 | Szwecja           | 1443        | zatopiony     |
| 27 marca 1917       | „Aasta”                 | Norwegia          | 1146        | zatopiony     |
| 27 marca 1917       | „Grib”                  | Norwegia          | 1474        | zatopiony     |
| 27 marca 1917       | „Thracia”               | Wielka Brytania   | 2891        | zatopiony     |
| 28 marca 1917       | „Katina”                | Królestwo Grecji  | 2464        | zatopiony     |
| 29 marca 1917       | „Morild I”              | Norwegia          | 1354        | zatopiony     |
| 30 marca 1917       | „Avanguardia”           | Włochy            | 2703        | zatopiony     |
| 30 marca 1917       | „Britta”                | Norwegia          | 2061        | zatopiony     |
| 31 marca 1917       | „Farmand”               | Norwegia          | 1387        | zatopiony     |
| 1 maja 1917         | „Barreiro”              | Portugalia        | 1738        | zatopiony     |
| 3 maja 1917         | „Maria”                 | Królestwo Grecji  | 2754        | zatopiony     |
| 3 maja 1917         | „Polstad”               | Norwegia          | 2692        | zatopiony     |
| 4 maja 1917         | „Ilva”                  | Włochy            | 2140        | zatopiony     |
| 4 maja 1917         | „Ioannis P. Goulandris” | Królestwo Grecji  | 3153        | zatopiony     |
| 4 maja 1917         | „Tromp”                 | Norwegia          | 2751        | zatopiony     |
| 6 maja 1917         | „Gurth”                 | Norwegia          | 1340        | zatopiony     |
| 6 maja 1917         | „Voss”                  | Norwegia          | 2390        | zatopiony     |
| 7 maja 1917         | „Leikanger”             | Norwegia          | 3544        | zatopiony     |
| 7 maja 1917         | „Tiger”                 | Norwegia          | 3273        | zatopiony     |
| 22 maja 1917        | „Nann Smith”            | Norwegia          | 2093        | zatopiony     |
| 12 czerwca 1917     | „Alexandre”             | Francja           | 697         | zatopiony     |
| 14 czerwca 1917     | „Hasting”               | Szwecja           | 983         | zatopiony     |
| 15 czerwca 1917     | „Addah”                 | Wielka Brytania   | 4397        | zatopiony     |
| 16 czerwca 1917     | „La Tour D’agon”        | Francja           | 125         | zatopiony     |
| 17 czerwca 1917     | „Marguerite VI”         | Marine nationale  | 862         | uszkodzony    |
| 19 czerwca 1917     | „Bearn”                 | Francja           | 1288        | zatopiony     |
| 19 czerwca 1917     | „Spind”                 | Norwegia          | 1174        | zatopiony     |
| 20 czerwca 1917     | „Katerina”              | Królestwo Grecji  | 3092        | zatopiony     |
| 21 czerwca 1917     | „E.T. Nygaard”          | Dania             | 1923        | zatopiony     |
| 24 czerwca 1917     | „Cabo Verde”            | Portugalia        | 2220        | zatopiony     |
| 24 czerwca 1917     | „Helma”                 | Norwegia          | 1131        | zatopiony     |
| 10 lipca 1917       | „Kansan”                | Stany Zjednoczone | 7913        | zatopiony     |
| 20 lipca 1917       | „Kageshima Maru”        | Japonia           | 4697        | zatopiony     |
| 23 lipca 1917       | „Frithjof”              | Norwegia          | 1389        | zatopiony     |
| 24 lipca 1917       | „Sir Walter”            | Wielka Brytania   | 492         | zatopiony     |
| 25 lipca 1917       | „Baldwin”               | Norwegia          | 1130        | zatopiony     |
| 26 lipca 1917       | „Bertha”                | Portugalia        | 107         | zatopiony     |
| 26 lipca 1917       | „Locksley”              | Norwegia          | 2487        | zatopiony     |
| 26 lipca 1917       | „Venturoso”             | Portugalia        | 290         | zatopiony     |
| 28 lipca 1917       | „Hildur”                | Norwegia          | 961         | zatopiony     |
| 29 lipca 1917       | „Gyldenpris”            | Norwegia          | 2667        | zatopiony     |
| 10 sierpnia 1917    | „War Patrol”            | Wielka Brytania   | 2045        | zatopiony     |
| 1 września 1917     | „Erato”                 | Wielka Brytania   | 2041        | zatopiony     |
| 2 września 1917     | „Ker Durand”            | Francja           | 56          | zatopiony     |
| 2 września 1917     | „Rytonhall”             | Wielka Brytania   | 4203        | zatopiony     |
| 4 września 1917     | „Sadi Carnot”           | Francja           | 354         | zatopiony     |
| 5 września 1917     | „Alesia”                | Francja           | 6006        | uszkodzony    |
| 15 września 1917    | „Sommeina”              | Wielka Brytania   | 3317        | zatopiony     |
| 26 września 1917    | „Acorn”                 | Wielka Brytania   | 112         | zatopiony     |
| 26 września 1917    | „Port Victor”           | Wielka Brytania   | 7280        | uszkodzony    |
| 6 października 1917 | „Lamartine”             | Francja           | 424         | zatopiony     |
| 6 października 1917 | „Le Coq”                | Wielka Brytania   | 3419        | uszkodzony    |
| 2 listopada 1917    | „Farraline”             | Wielka Brytania   | 1226        | zatopiony     |
| 27 listopada 1917   | „Gladys”                | Wielka Brytania   | 179         | zatopiony     |
| 9 lutego 1918       | „Fantoft”               | Norwegia          | 1034        | zatopiony     |
| 19 września 1918    | „Belliqueux”            | Francja           | ?           | zatopiony     |
| RAZEM               | RAZEM                   | zatopione:        | zatopione:  | 54            |
| RAZEM               | RAZEM                   | uszkodzone:       | uszkodzone: | 5             |